# Hans Clavin
 (juin 2025).
 (juin 2025).
Motif : Où sont les sources secondaires indépendantes consacrées à cet artiste ?
- Archive Wikiwix
- Bing
- Cairn
- DuckDuckGo
- E. Universalis
- Gallica
- Google
- G. Books
- G. News
- G. Scholar
- Persée
- Qwant
- (zh) Baidu
- (ru) Yandex
- (wd) trouver des œuvres sur Wikidata

| 1. | Préciser le motif de la pose du bandeau. | Précisez le motif de la pose du bandeau en utilisant la syntaxe suivante : {{admissibilité à vérifier\|date=août 2025\|motif=remplacez ce texte par le motif}}                   |
| 2. | Informer les utilisateurs concernés.     | Pensez à avertir le créateur de l'article, par exemple, en insérant le code ci-dessous sur sa page de discussion : {{subst:avertissement admissibilité à vérifier\|Hans Clavin}} |

 (juin 2025).
Hans Clavin, né Hendrikus (Henk) H.H.A. van der Heijden en 1946, est une figure influente du monde de la poésie concrète et visuelle. Son pseudonyme "Hans Clavin" est devenu synonyme de formes d'art novatrices et expérimentales qui repoussent les limites de la littérature et de la poésie traditionnelles. Clavin est décédé en 2016, laissant un héritage durable comme l'un des pionniers de la poésie visuelle aux Pays-Bas et une figure de proue de ce mouvement dans le monde entier.

## Biographie
Hans Clavin a grandi dans une famille catholique à IJmuiden, une ville côtière du nord de la Hollande connue pour son port. Il est le plus jeune d'une famille de sept frères et sœurs, dans un environnement où les valeurs traditionnelles et la religion jouent un rôle majeur.
Au lycée Mulo, qu'il fréquente de 1958 à 1962, il commence déjà à écrire des poèmes. Au début, il s'en tient aux formes classiques, comme les sonnets, mais il commence bientôt à expérimenter la forme de son œuvre. Il découvre que le contenu d'un poème est moins important pour lui que sa présentation visuelle. Ce changement a peut-être été influencé par des poètes comme Guido Gezelle, dont il a étudié le travail à l'école et qui l'a inspiré à jouer avec le langage et la structure, et par le Dadaïsme. Il a découvert ce qu'il était possible de faire avec la typographie, l'espace et les images.
Le style dans lequel il a travaillé est appelé "poésie concrète", également connue sous le nom de "poésie visuelle" ou "poème visuel". Le poème en tant qu'aventure visuelle, tel que nous le connaissons depuis Paul van Ostaijen, Guillaume Apollinaire, ou I.K. Bonset, pseudonyme de Theo van Doesburg.
Clavin a caché ses premières expériences à sa famille, ce qui témoigne d'une certaine retenue ou d'un besoin d'espace personnel pour son développement créatif. Sa fascination pour les aspects visuels du langage s'est accrue et il a commencé à s'éloigner du formatage conventionnel de la poésie, utilisant la page entière comme une toile.

Les débuts officiels de Clavin en tant que poète ont eu lieu en 1966, lorsqu'il a publié dans le magazine de Rotterdam "Vers Univers". Cette publication marque le début de son implication dans le mouvement international de la poésie concrète et visuelle, un mouvement qui met l'accent sur les propriétés typographiques et visuelles du langage plutôt que sur le contenu narratif. La même année, il rencontre Paul De Vree, éminent poète belge et pionnier de la poésie concrète, lors d'une exposition à Termonde. Cette rencontre marque un tournant ; Clavin fait définitivement partie d'un réseau de poètes et d'artistes expérimentaux qui redéfinissent les limites de la poésie.

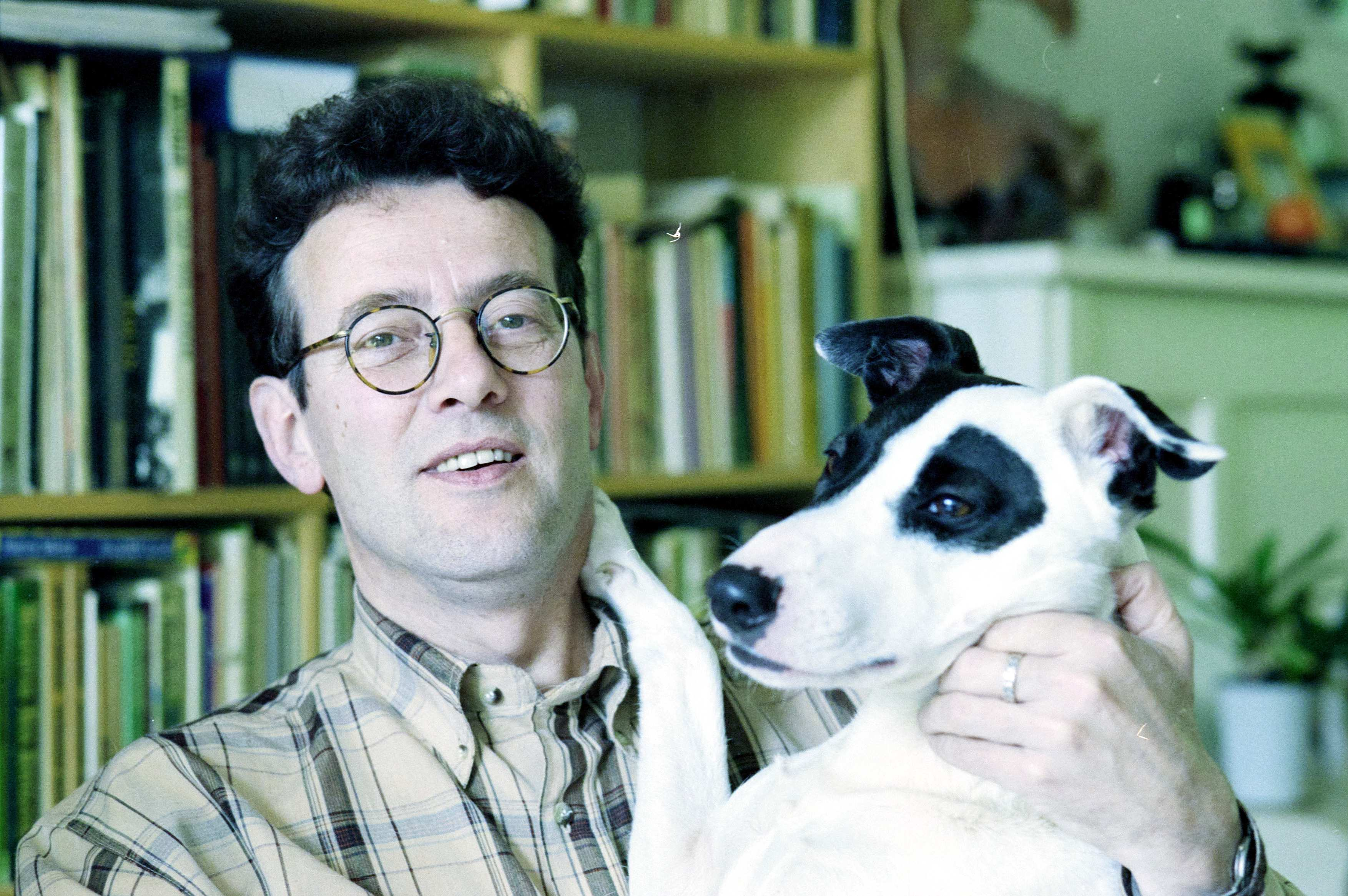
Hans Clavin, IJmuiden 1998

À partir de ce moment-là, Clavin commence à diffuser ses œuvres dans le monde entier. Il envoie des contributions à des magazines dans des pays comme l'Italie, le Japon, le Brésil et l'Afrique du Sud et se rend dans des villes comme Florence et Milan pendant les vacances d'été pour rencontrer des poètes comme Ugo Carrega et Gianni Bertini. Sa maison à IJmuiden est devenue un point d'arrêt pour les artistes internationaux qui exposaient aux Pays-Bas, ce qui témoigne de son rôle central dans ce mouvement d'avant-garde. À partir de la fin des années 1960, Clavin mène une carrière artistique internationale qui le conduit à exposer de Termonde à New York, de Liverpool à Milan, de Bologne à Ratisbonne et de la bibliothèque de Velsen au Stedelijk Museum d'Amsterdam. C'est ce qu'il appelait le "koenst".

En 1970, Clavin a fondé "Subvers", un magazine qui a servi de plate-forme à la poésie concrète et visuelle jusqu'en 1976. Par le biais de ses propres maisons d'édition, "The Subvers Press" et plus tard "Fizz-Subvers Press", il publie non seulement ses propres œuvres, mais aussi celles d'autres poètes, tels que Paul De Vree, Herman Damen et Edgardo Antonio Vigo. Subvers" paraissait en éditions limitées, souvent numérotées, et comportait des éléments expérimentaux tels que des feuilles volantes, des compositions ressemblant à des collages et des matériaux inhabituels. L'œuvre de Clavin se caractérise par une approche multiforme de la poésie, qu'il qualifie lui-même de "poésie totale". Il considérait tout - de la simple lettre à l'objet trouvé, du collage au geste - comme une matière première pour ses créations.

Ses livres d'artistes, tels que "L'histoire de l'histoire" (1968), "Porno/graphic Poetry" (1971) et "L'angerie" (1973), sont des exemples frappants de cette vision. Ces œuvres combinent la typographie, la photographie, le collage et parfois des objets physiques tels qu'une lame de rasoir ou des échantillons de fils de laine, qui sont inclus dans les livres. Elles étaient ludiques, parfois grotesques ou humoristiques, et souvent critiques à l'égard des médias de masse et de la culture de consommation, dont il tirait une grande partie de son imagerie. À partir des années 1970, la technique du collage s'impose dans son travail. Il déconstruit et manipule des images et des fragments de texte tirés de journaux, de bandes dessinées, de films et de publicités, tout en conservant un certain caractère reconnaissable qui invite le spectateur à interpréter le nouveau contexte. Son langage visuel est fortement influencé par la culture pop, ce qui rend son travail à la fois accessible et stimulant.

Dans les années 1970, le monde littéraire néerlandais a commencé à reconnaître la valeur de la poésie concrète et visuelle. Des critiques comme Kees Fens font l'éloge de la manière dont ces poètes montrent la "chose en tant que chose", et le travail de Clavin est de plus en plus exposé. Il expose régulièrement à De Vishal à Haarlem et participe à des expositions internationales, telles que "Concrete Poetry ?" au Stedelijk Museum d'Amsterdam (1970). Sa réputation grandit, bien qu'il se soit toujours considéré comme un "faiseur" plutôt qu'un "penseur" au sein du mouvement expérimental.
Après l'apogée de la poésie concrète dans les années 1970, Clavin s'est partiellement retiré du devant de la scène. Il est toutefois resté actif en tant que poète et artiste, publiant des œuvres telles que "Total" (1976), "Some and other poems" (1982) et "O." (1998), souvent publiées à compte d'auteur sous son vrai nom, Hans van der Heijden. En 2008, il a exposé à Brescia, en Italie, avec "Visual Poems", montrant qu'il continuait à créer tard dans sa vie.

La vie personnelle de Clavin a également connu des moments difficiles. Dans sa cinquantième année, sa femme est décédée, ce qui a été un coup dur pour lui. En 1998, il a publié le recueil de poèmes "O." en sa mémoire. Elle s'appelait Olga, et sur la couverture du recueil, la lettre "O" a disparu, tout comme sa femme. À la fin de sa vie, il a vécu relativement reclus, avec son chien pour seule compagnie, mais sa passion pour la poésie est restée intacte. Il voyait le "koenst" (comme il l'appelait) dans tout. Ses poèmes récités étaient souvent une performance et toujours accompagnés d'un cigare.

Son œuvre est toujours appréciée par les amateurs de poésie visuelle et concrète et figure dans des collections telles que celle du Musée d'art contemporain d'Anvers (MHKA). Il a laissé derrière lui une œuvre qui témoigne d'une vision unique : poésie comme expérience visuelle et matérielle, brouillant la frontière entre l'art et le langage. Sa contribution à l'avant-garde néerlandaise et internationale est indéniable, et son esprit expérimental reste une source d'inspiration pour les artistes contemporains. La vie et l'œuvre de Clavin illustrent une recherche de liberté à l'intérieur des contraintes du langage et de la forme.
De IJmuiden aux scènes internationales de la poésie concrète, son parcours est fait d'audace, d'espièglerie et d'une foi inébranlable dans le pouvoir de l'image.
Hans Clavin a troqué le temporaire pour l'éternel en 2016 et a été incinéré en privé.

## Expositions
Hans clavin a participé à de très nombreuses expositions dans le monde entre 1967 et 1988, il s'est fait plus rare à partir de 1989 et jusqu'à son décère en 2016.
Clavin a notamment exposé en Angleterre, Autriche, Allemagne,  Argentine, Belgique, Brésil, Canada, Chili, Ecosse, Espagne, Etats-Unis, France, Irlande, Italie, Kenya, Mexique, Panama, Pays-Bas, Suisse et Uruguay. 

## Livres évoquant Hans Clavin
- Poëzie in Fusie 1968 - Authors: Paul De Vree, H.C. Artman, Henri Chopin, Hans Clavin, Mary Ellen Solt, Hamilton Finlay, Brion Gysin, Emmet Williams
- Gedicht - 3 Maandelijks Tijdschrift voor Poëzie 1974 - Authors: Remco Campert [Red.], Jacques Hamelink, Jan G. Elburg, Christopher Logue, Lucebert, J. Bernlef, Hans Magnus Enzensberger, Hans Andreus, Hugo Claus, Habakuk II de Balker, H.C. ten Berge, C.B. Vaandrager, Jehuda Amichai, Breyten Breytenbach, Jules Deelder, Cees Nooteboom, Harry Mulisch, Denise Levertov, Simon Vinkenoog, Charles Olson, C. Buddingh', Hans Tentije, Freddy de Vree, Gust Gils, Bert Schierbeek, Jotie T'Hooft, Jorge Luis Borges, Hans Clavin, Marcel Wauters, Willem M. Roggeman, E.A.
- Visual Poetry Anthology 133 Poets from 25 Countries 1975 - Authors: G.J. de Rook, Alain Arias-Misson, Hans Clavin, Bob Cobbing, Herman Damen, Pierre Garnier, Bernard Heidsieck, Robert Joseph, Friederike Mayröcker, Eugenio Miccini, Maurizio Nannucci, Luciano Ori, Mary Ellen Solt, Jiri Valoch, Paul De Vree, Herman de Vries, Ivo Vroom, A.O.
- De Tafelronde 1976 - Authors: Erik Slagter, Paul De Vree, Jan van der Hoeven, Luciano Ori, Michele Perfetti, Sarenco, G. Deisler, Lucia Marucci, Amelia Etlinger, G.J. de Rook, Hans Clavin, Robert Varlez, Wouter Kotte, Frits Bless, P.R. de Poortere
- Raster 1970
- DADA 1916-2006 - Achille Bonito Oliva - Ed. SKIRA
- Nederlandse en Vlaamse Literatuur - Oosthoek Lexicon

## Reférences externes
- Site officiel de Hans Clavin
- Hans Clavin on ensembles.org
- MACBA Museu de Barcelona
- Subvers on www.abebooks.fr
- Fondazione Berardelli
- mededelingen.over-blog.com
- www.poeziecentrum.be
- Bibliotheek van de Nederlandse Letteren
- kunstenaarsboeken - De visuele dichter Hans Clavin
- De Slegte
- DE_LAYER